# Ludvik Puš
Ludvik Puš, slovenski politik, pisatelj in publicist, * 12. januar 1896, Velike Češnjice, † 1. september 1989, New York.

## Življenjepis
Puš je bil od leta 1922 do 1932 zaposlen na Kmetijski šoli v Novem mestu ter nato v Ljudski posojilnici v Ljubljani. Kot član glavnega odbora Kmečke zveze se je leta 1936 študijsko mudil v zahodni Evropi, kjer se je med drugim pobližje seznanil s flamsko Kmečko zvezo (Boerenbond). Leta 1940 je na Filozofski fakulteti v Ljubljani diplomiral in prav tam 1941 tudi doktoriral iz pedagogike, vmes pa je bil od leta 1937 do 1945 zaposlen na banski upravi v Ljubljani. Leta 1945 je odšel v tujino in se 1949 naselil v New Yorku ter postal tajnik Slovenske ljudske stranke v izseljenstvu in slovenski predstavnik Krščansko demokratske zveze za srednjo Evropo.
Puš je pisal članke, razprave in polemične spise iz političnega, gospodarskega in narodnostnega življenja Slovencev ter jih  objavljal v listih Svobodna Slovenija in Ameriška domovina ter zborniku Svobodna Slovenija. Poleg literarnega dela se je Puš ukvarjal tudi z sociologijo. Objavil je dve sociološki študiji: leta 1939 Kmečki stan, 1941 pa O kmečki duši. 

## Literarno delo
Napisal je brošuro Svoboda v polmraku (New Jersey, 1967), ter avtobiografska dela: Podobe iz otroštva Mandrškega Ludveta (Celovec, 1969), Klasje iz viharja (New York, 1970) in Dolga pot (Buenos Aires, 1971).